# Dmitrij Angieljew
Dmitrij Dmitrijewicz Angieljew (ros. Дмитрий Дмитриевич Ангельев, ur. 27 lutego 1918 w Mariupolu, zm. 8 października 1985 w rejonie salskim w obwodzie rostowskim) – dyrektor sowchozu, Bohater Pracy Socjalistycznej (1979).

## Życiorys
Urodzony w greckiej rodzinie nauczycielskiej. W 1942 ukończył Azowsko-Czarnomorski Instytut Rolniczy, po czym został głównym agronomem w Kraju Krasnojarskim, w 1944 uczył się na kursach kierowników sowchozów. Od 1947 w WKP(b), w latach 1950–1955 zastępca dyrektora i dyrektor Ałtajskiego Trustu Zbożowego, w 1955 zastępca szefa Ałtajskiego Krajowego Zarządu Gospodarki Rolnej, 20 listopada 1955 został dyrektorem sowchozu zbożowego "Gigant" w rejonie salskim w obwodzie rostowskim; stanowisko to zajmował do końca życia. Kandydat nauk rolniczych. Od 8 kwietnia 1966 do 20 marca 1971 zastępca członka KC KPZR, od 1963 deputowany Rady Najwyższej RFSRR od 6 do 11 kadencji. Członek Komitetu Miejskiego KPZR w Salsku i Komitetu Obwodowego KPZR w Rostowie nad Donem. Zginął w wypadku drogowym.

## Odznaczenia
- Medal Sierp i Młot Bohatera Pracy Socjalistycznej (17 stycznia 1979)
- Order Lenina (trzykrotnie – 1967, 1970 i 17 stycznia 1979)
- Order Rewolucji Październikowej (1971)
- Order Czerwonego Sztandaru Pracy (1978)
- Order „Znak Honoru”

I medale.